# Chakram (film)
Chakram (telugu: చక్రం) – indyjski film z 2005 roku. Na podstawie scenariusza i w reżyserii Krishna Vamsi, autora Murari i Shakti: The Power. Tematem filmu jest godzenie się ze swoją historią życia, ze szczęściem i cierpieniem, przyjmowanie ze spokojem i choroby i śmierci. Film pokazuje pragnienie pozostawienia po sobie w ludziach śladu w postaci miłości, którą się im ofiarowało. Dramat ten przejmująco przedstawia też bliską relację ojca (Prakash Raj) i jego dorosłego syna (Prabhas).

## Fabuła
Pan młody nie odzywa się zza zamkniętych drzwi. Po wyłamaniu ich rodzina zastaje w pokoju tylko kartkę "Nie zgadzam się na ślub. Nie szukajcie mnie – Chakram".
W mieście pojawia się człowiek znikąd (Prabhas). Ujmuje serca ludzi godząc ich ze sobą, pomagając im żyć w zgodzie z wartościami, które ich uszczęśliwiają. Dodaje odwagi niepewnym dzieciom. Godzi skłóconą wspólnotę mieszkańców. Pomaga małżeństwom widzieć w sobie też dobro zamiast wciąż wytykać zło. Jego radość życia udziela się innym.
Ojciec szukający wszędzie Chakrama natrafia na jego ślad w Hajdarabadzie. Spotyka człowieka, który prowadzi drugie życie uszczęśliwiając tych, z którymi się styka.

## Obsada
- Prabhas – Chakram
- Asin Thottumkal – Lakshmi
- Charmme Kaur – Lakshmi
- Prakash Raj – Ojciec Chakrama
- Brahmanandam
- Vajja Venkata Giridhar

## Muzyka
| Tytuł              | Wykonawca         | Czas trwania |
| ------------------ | ----------------- | ------------ |
| Jagamanta Kutumbam | Sri               | 4:17         |
| Koncham Karamga    | Kousalya          | 4:26         |
| Naa Peru Chakram   | Sri               | 5:07         |
| Oke Oka Mata       | Chakri            | 5:30         |
| Rangeli Holi       | Shankar Mahadevan | 4:46         |
| Sony Cellphone     | Chakri, Kousalya  | 4:53         |